# Marcha (přítok Leny)
Marcha (rusky Марха, jakutsky Марха) je řeka v Jakutské republice v Rusku. Je 346 km dlouhá. Povodí má rozlohu 8 910 km².

## Průběh toku
Teče po Přilenské planině. Na horním toku protéká přes šest mělkých jezer. Na dolním toku je značně členitá. Ústí zleva do Leny.

### Přítoky
Největším přítokem je zprava Namyldžylach.

## Vodní režim
Zdrojem vody jsou převážně sněhové srážky. Průměrný roční průtok vody poblíž ústí činí 20,8 m³/s. Zamrzá v říjnu a rozmrzá v květnu. V květnu a červnu dosahuje nejvyšších vodních stavů.